# Ђовани Ардуино
Ђовани Ардуино (итал. Giovanni Arduino; Каприно Веронезе, 16. октобар 1714 — Венеција, 21. март 1795) је био италијански геолог кога називају „оцем италијанске геологије“.
Ардуино је био стручњак на пољу рударства који је, вероватно први у свету, направио класификацију (геолошку скалу) геолошког времена. Он је 1759. поделио историју Земље, на бази својих дотадашњих сазнања о геологији северне Италије на четири периода: основни (први), други, трећи (терцијар) и вулкански или четврти (квартар).
Од те поделе данас у геолошкој скали постоји само квартар.